# Trấn Nguyên, Phổ Nhĩ
Huyện tự trị dân tộc Di-Cáp Nê-Lạp Hỗ Trấn Nguyên (chữ Hán giản thể:镇沅彝族哈尼族拉祜族自治县, âm Hán Việt: Trấn Nguyên Di tộc Cáp Nê tộc Lạp Hỗ tộc tự trị huyện) là một huyện tự trị thuộc địa cấp thị Phổ Nhĩ, tỉnh Vân Nam, Cộng hòa Nhân dân Trung Hoa. Huyện này có diện tích 4.223 km², dân số năm 2003 là 200.000 người. Chính quyền huyện này đóng ở trấn Ân Nhạc.

## Phân chia hành chính
Về mặt hành chính, huyện này được chia thành 8 trấn, 1 hương.
- Trấn: Ân Nhạc, Hòa Bình, Giả Đông, Cửu Giáp, An Bản, Mạnh Đại, Chấn Thái và Cổ Thành.
- Hương: Điền Bá.